# 앨런 콕슨
앨런 콕슨(Allan Coxon, 1909년 11월 22일 ~ 2001년 10월 27일)은 영국의 철학자, 군사평론가, 음악평론가 겸 대학 교수이며 저술가이다.
그는 영국 런던 대학교 전임교수를 거쳐 영국 에든버러 대학교 전임교수를 지냈다.